# Straßensystem in Großbritannien
Das Straßensystem Großbritanniens nummeriert seine Straßen landesweit durch und unterteilt sie vor allem in drei Gruppen. Die oberste Stufe sind die Autobahnen (motorways), die durch den führenden Buchstaben M gekennzeichnet sind. A roads sind wichtige Hauptverkehrsachsen, die am ehesten den deutschen Bundesstraßen entsprechen. B roads sind Verbindungen lokaler oder regionaler Bedeutung. Außer Straßen dieser drei Hauptkategorien gibt es noch C roads, D roads und U roads, auf denen nur sehr wenig und nur regionaler Verkehr ist und die nur geringe Bedeutung haben.
In England und Wales ist das Nummerierungssystem auf Radialen ausgerichtet, die in London ihren Anfang nehmen. In Schottland ist das System auf Edinburgh zentriert.

## Geschichte
Großbritannien besitzt eine große Anzahl von Altstraßen, die teils lange vor der Herrschaft der Römer entstanden sind. Der Sweet Track, ein befestigter Weg durch ein Sumpfgebiet in Somerset, entstand um das Jahr 3800 v. Chr. und ist einer der ältesten bekannten künstlich geschaffenen Wege der Welt.
Auf diese prähistorischen Straßen folgten die Römerstraßen. Viele der heutigen Hauptstraßen haben deren Linienführung übernommen, wie z. B. die Watling Street, die heute weitgehend der A5 entspricht. Andere prähistorische und römische Straßen wie der Icknield Way und der Fosse Way haben ihre einstige Bedeutung völlig eingebüßt, sie sind nicht oder kaum mehr erkennbar; einzelne lokale Straßen folgen ihrem Verlauf. Das Straßensystem des Mittelalters und der Neuzeit basierte weitgehend auf jenem der Römerzeit. Während der Industrialisierung verloren die alten Verkehrswege an Bedeutung, als Kanäle und Eisenbahnen gebaut wurden, auf denen der Güter- und Personentransport viel schneller und billiger abgewickelt werden konnte.
Mit der zunehmenden Motorisierung während der ersten Hälfte des 20. Jahrhunderts entstanden viele neue Straßen, die nach einem standardisierten Verfahren kategorisiert und beschildert werden mussten. Der 1931 in Kraft getretene Highway Code lieferte dafür die Grundlage; es wurde ein einheitliches Nummerierungsschema eingeführt, das im Wesentlichen noch heute gilt. Ähnliche Verordnungen gibt es für Nordirland, Isle of Man und die Kanalinseln.

## Autobahnen
Die erste Autobahn (motorway) in Großbritannien war die 1958 eröffnete Umfahrung von Preston. Dieses Teilstück gehört heute zur M6 sowie zum östlichen Abschnitt der M55 bis zur Ausfahrt 1. Die M1, die M10 und die M45 folgten ein Jahr später. Zu diesem Zeitpunkt war das Nummerierungssystem bereits fest etabliert. Aus diesem Grund folgen die Nummern der Autobahnen (mit einem vorangestellten M) im Allgemeinen den Radialen der damals bereits bestehenden Fernverkehrsstraßen. Eine Ausnahme ist die M5, die ungefähr dem Verlauf der A38 folgt. Autobahnen mit zwei Stellen sind in der Regel in der Nähe von einstelligen Autobahnen zu finden.

## A roads

Zonierung der A- und B-Straßennummern in Großbritannien

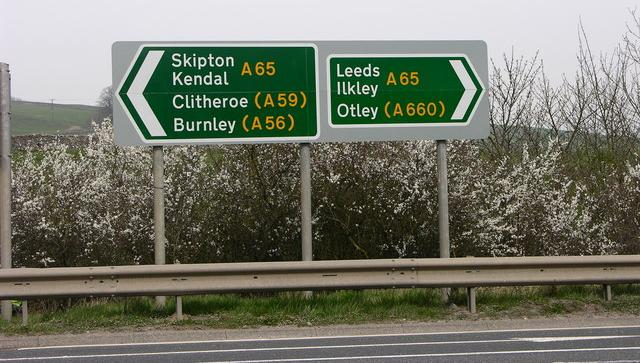
A-roads, die zu den primary routes zählen, haben grüne Schilder mit weißer Schrift und A-Nummern in Gelb.

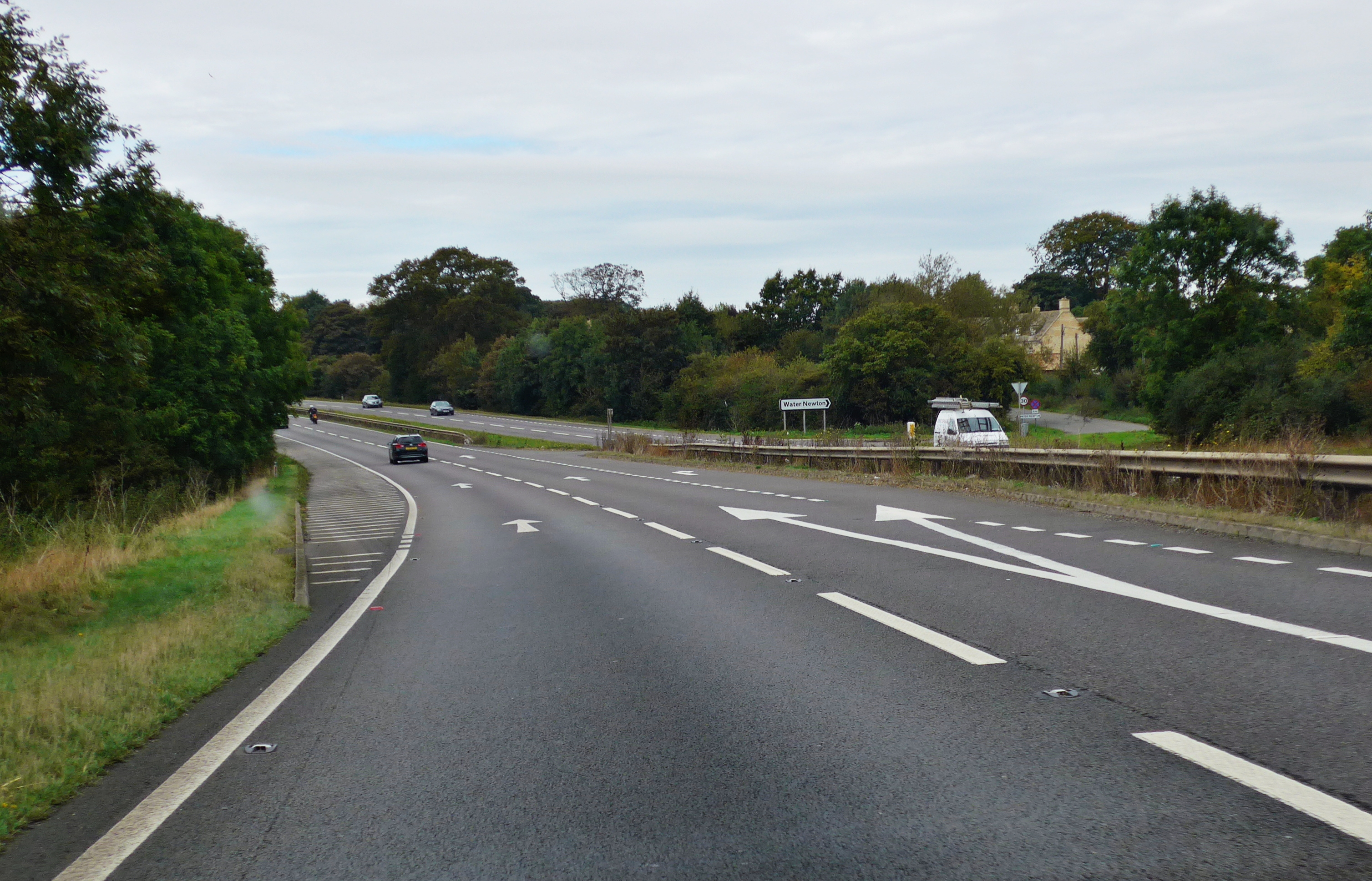
Die A1 ausgebaut als dual carriageway mit Ausfahrt über die Gegenfahrbahn

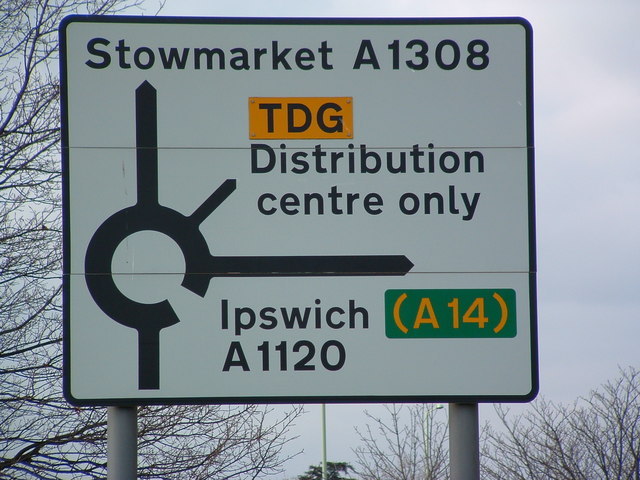
A roads, die keine primary routes darstellen, haben weiße Schilder mit schwarzer Schrift. Die A14, zu der man rechts gelangt, ist eine primary route.

Für den Unterhalt und den Bau der Fernverkehrsstraßen der Kategorie A ist direkt das Verkehrsministerium zuständig. Am 1. April 1923 wurde die Liste mit der ersten Festlegung der A roads veröffentlicht. Sie umfasste 1305 Straßen. Dies wurde mit dem Trunk Road Act von 1936 so festgelegt, als 30 wichtige Straßen mit einer Länge von 7250 Kilometern als trunk roads („Stammstraßen“) definiert und der Highways Agency unterstellt wurden. Seitdem ist das Netz der trunk roads um ein Vielfaches gewachsen und mittlerweile gehören auch die Autobahnen dazu.

### Primary routes
Größere A roads bilden ein Netzwerk von sogenannten primary routes, für den Fern- und Güterverkehr empfohlene Straßen ergänzend zum Autobahnnetz. Diese Straßen sind mit weißer Schrift und gelben A-Nummern auf grünem Grund beschildert. Viele (aber keineswegs alle) dieser primary routes sind vierspurig mit getrennten Richtungsfahrbahnen (dual carriageway) ausgebaut. Im Unterschied zu  Autobahnen sind auf diesen Fernstraßen jedoch alle Fahrzeuge zugelassen (also z. B. auch Traktoren und Fahrräder), die Fahrbahnen kreuzen sich mit anderen Straßen, es gibt Ampeln, Abbiegungen über die Gegenfahrbahn, Halbkreiswende und Kreisverkehre.

### Einstellige A roads
Die wichtigsten Fernverkehrsstraßen besitzen eine einstellige Nummer mit einem vorangestellten A. Die Zählung beginnt von London aus mit der A1 in Richtung Norden, danach folgen die weiteren Fernverkehrsstraßen im Uhrzeigersinn. In Schottland ist das Straßennetz auf Edinburgh zentriert.
- A1: London nach Edinburgh (manchmal als Great North Road bezeichnet, nicht ganz korrekt)
- A2: London nach Dover (Watling Street)
- A3: London nach Portsmouth (Portsmouth Road)
- A4: London nach Bristol (Great West Road oder Bath Road; ursprünglich ging die A4 nur bis Bath)
- A5: London nach Holyhead (Watling Street)
- A6: Luton nach Carlisle (die A6 begann ursprünglich im Londoner Stadtteil Barnet; nach der Verlegung der A1 in den 1970ern wurde Luton als neuer Ausgangspunkt festgelegt)
- A7 Edinburgh nach Carlisle
- A8 Edinburgh nach Greenock (ursprünglich bis Gourock; heute A770)
- A9 Falkirk nach Thurso (ursprünglich Edinburgh – Inverness)

### Zweistellige A roads
A roads mit zwei Ziffern sind Routen, auf denen das Verkehrsaufkommen geringer ist, die aber dennoch als Fernverkehrsstraßen gelten. Sie sind nicht alle auf London zentriert, folgen aber zumeist dem allgemeinen Schema mit der Nummerierung im Uhrzeigersinn. Beispielsweise ist die A10 die erste Straße im Uhrzeigersinn nach der A1; auf die A10 folgt die A11 usw.
- A10 London nach King’s Lynn
- A11 London nach Norwich
- A12 London nach Lowestoft
- A13 London nach Shoeburyness
- A14 Autobahnkreuz M1/M6 bei Rugby nach Felixstowe (ursprünglich Royston nach Huntingdon)
- A15 Peterborough nach Kingston upon Hull
- A16 Stamford nach Grimsby
- A17 Newark-on-Trent nach King’s Lynn
- A18 Doncaster nach Ludborough
- A19 Doncaster nach Seaton Burn

- A20 London nach Dover
- A21 London nach Hastings
- A22 London nach Eastbourne
- A23 London nach Brighton
- A24 London nach Worthing
- A25 Wrotham Heath nach Guildford
- A26 Maidstone nach Newhaven
- A27 Pevensey nach Whiteparish
- A28 Margate nach Hastings
- A29 Beare Green nach Bognor Regis

- A30 London nach Land’s End
- A31 Guildford nach Bere Regis
- A32 Alton nach Gosport
- A33 Southampton nach Reading
- A34 Winchester nach Salford
- A35 Southampton nach Honiton
- A36 Southampton nach Bath
- A37 Dorchester nach Bristol
- A38 Bodmin nach Mansfield
- A39 Bath nach Falmouth

- A40 London nach Fishguard
- A41 London nach Birkenhead
- A42 Appleby Magna (M42) nach Kegworth (M1) (ursprünglich Oxford nach Birmingham: von A34 übernommen)
- A43 Cherwell Valley nach Stamford
- A44 Oxford nach Aberystwyth
- A45 Birmingham nach Thrapston (ursprünglich nach Felixstowe, östlicher Abschnitt von A14 übernommen)
- A46 Bath nach Cleethorpes
- A47 Birmingham nach Lowestoft
- A48 Highnam nach Carmarthen
- A49 Ross-on-Wye nach Bamber Bridge bei Preston

- A50 Leicester nach Warrington
- A51 Kingsbury nach Chester
- A52 Newcastle-under-Lyme nach Mablethorpe
- A53 Shrewsbury nach Buxton
- A54 Chester nach Buxton
- A55 Holyhead nach Chester (North Wales Expressway)
- A56 Chester nach Broughton
- A57 Liverpool nach Lincoln
- A58 Prescot nach Wetherby
- A59 Liverpool nach York

- A60 Loughborough nach Doncaster
- A61 Derby nach Thirsk
- A62 Manchester nach Leeds
- A63 Leeds nach Kingston upon Hull
- A64 Leeds nach Scarborough
- A65 Leeds nach Kendal
- A66 Workington nach Grangetown
- A67 Bowes (A66) nach Crathorne (A19)
- A68 Darlington nach Edinburgh
- A69 Carlisle nach Blaydon

- A70 Edinburgh nach Ayr
- A71 Edinburgh nach Irvine
- A72 Galashiels nach Hamilton
- A73 Abington nach Cumbernauld
- A74 Carlisle nach Glasgow
- A75 Gretna nach Stranraer
- A76 Dumfries nach Kilmarnock
- A77 Glasgow nach Portpatrick
- A78 Prestwick nach Greenock
- A79 Prestwick nach Doonholm

- A80 Glasgow nach Bonnybridge
- A81 Glasgow nach Callander
- A82 Glasgow nach Inverness
- A83 Campbeltown nach Tarbet
- A84 Stirling nach Lochearnhead
- A85 Oban nach Perth
- A86 Spean Bridge nach Kingussie
- A87 Invergarry nach Uig
- A88 Larbert nach Stenhousemuir
- A89 Newbridge nach Glasgow

- A90 Edinburgh nach Fraserburgh
- A91 Bannockburn nach St Andrews
- A92 Dunfermline nach Stonehaven
- A93 Perth nach Aberdeen
- A94 Perth nach Forfar
- A95 Aviemore nach A98 zwischen Portsoy und Banff
- A96 Inverness nach Aberdeen
- A97 Dinnet nach Banff
- A98 Fochabers nach Fraserburgh
- A99 Latheron nach John o’ Groats

### Weitere A roads
Das System setzt sich fort mit drei- und vierstelligen Zahlen, welche die Radialen kreuzen oder von diesen abzweigen. Die niedriger nummerierten Straßen beginnen näher bei London als jene mit höheren Nummern. Die meisten Straßen, die seit der Einführung von Straßennummern neu gebaut oder umnummeriert wurden, besitzen eine dreistellige Zahl. Die Straßennummer lässt auf den ungefähren Standort schließen, sobald man mit dem System vertraut ist. Bei der Festlegung 1923 wurden die Nummern A(1–5)200–A(1–5)2xx für Straßen in London verwendet und A(1–6)000–A(1–6)0xx außerhalb Londons (Anmerkung: Da die A6 außerhalb von London von der A1 abzweigte, gibt es keine Zone-6-Straßen in London).
Nachstehend eine Liste der Nummernserien mit der Region, in der sich die jeweiligen Straßen befinden:
- 10er und 100er-Serien: Greater London, Essex, Cambridgeshire, East Anglia und Lincolnshire
- 20er und 200er-Serien: Surrey, Sussex und Kent
- 30er und 300er-Serien: Hampshire, Dorset und Südwestengland
- 40er und 400er-Serien: Zentralengland und Wales
- 50er und 500er-Serien: Nordwales, nördliche Midlands, Cheshire, südliches Lancashire und Cumbria
- 60er und 600er-Serien: Nordostengland, Yorkshire und nördliches Lancashire
- 70er und 700er-Serien: Südliches und zentrales Schottland
- 80er und 800er-Serien: Nordwestschottland und Hebriden
- 90er und 900er-Serien: Nordostschottland, Orkney und Shetland

Wichtige dreistellige A roads sind:
- A180 Fortsetzung des M180 motorway nach Osten nach Grimsby, Teil der Europastraße 22
- A205 Woolwich nach Kew (südliche Ringstraße von London)
- A220 Erith nach Bexleyheath
- A259 Folkestone nach Emsworth
- A272 Poundford zur A30 bei Andover
- A282 Dartford Crossing, östlicher Themseübergang des Londoner Autobahnrings
- A303 Basingstoke nach Honiton (entlastet die A30)
- A331 Camberley nach Farnham
- A361 Ilfracombe nach Rugby (die längste dreistellige Straße)
- A403 Avonmouth nach Aust
- A406 Chiswick nach Beckton (nördliche Ringstraße von London)
- A414 Hemel Hempstead nach Maldon
- A465 Hereford nach Neath (Head of the Valleys Road)
- A470 Cardiff nach Llandudno
- A483 Swansea nach Chester
- A487 Haverfordwest nach Bangor
- A580 Liverpool nach Manchester (East Lancashire Road)
- A846 Ardbeg nach Craighouse
- A865 Lochmaddy nach Lochboisdale
- A993 Muirhouses nach Bo’ness
- A994 Kincardine nach Rosyth

### Autobahnähnliche A roads
Einige Abschnitte von A roads sind zu einer Autobahn ausgebaut worden. Diese Straßen behalten die A-Klassifizierung bei, haben jedoch als Suffix ein (M). Beispiele sind A1 (M), A3 (M), A308 (M), A329 (M), A404 (M).

## B roads
B roads sind Strecken mit einem geringeren Verkehrsaufkommen als A roads. Die Klassifizierung schlägt sich nicht zwangsläufig in Breite oder Qualität der Straße nieder. B roads können ähnlich gut oder sogar besser ausgebaut sein als A roads. Der einzige Unterschied liegt darin, dass für die B roads die lokalen Behörden verantwortlich sind, für die A roads die dem Verkehrsministerium unterstellte Highways Agency. Festgelegt wurden die B roads zeitgleich wie die A roads im Jahr 1923. Auf der vom Ministry of Transport am 1. April 1923 veröffentlichten Liste sind 2685 Class II roads (= B roads) aufgeführt.
Bei B roads wird dasselbe Nummerierungsschema wie bei A roads angewandt (im Uhrzeigersinn um London oder Edinburgh), allerdings gibt es nur drei- oder vierstellige Bezeichnungen. Die meisten dreistelligen B roads außerhalb Londons sind ehemalige A roads, die aufgrund des Baus neuer Straßen zurückgestuft wurden. Bei der Festlegung 1923 wurden bei den dreistelligen Nummern für Straßen innerhalb Londons B(1-5)00 bis B(1-5)49 verwendet und außerhalb B(1-6)50 bis B(1-6)99. In den Zonen 7 und 8 gab es bei der Festlegung keine vierstelligen B roads.

## Kleinere Straßen
Straßen mit noch geringerem Verkehrsaufkommen als B roads werden mit den Buchstaben C, D oder U bezeichnet (U steht dabei für unclassified, also kleine Verbindungsstraßen unterhalb des Klassifizierungsschemas). Diese besitzen ebenfalls eine Nummer, die aber lediglich für Verwaltungszwecke gedacht ist und im Regelfall weder auf Wegweisern noch an der Straße selbst sichtbar wird.